# Pretty Woman
Pretty Woman – komedia romantyczna produkcji amerykańskiej z 1990. Film opowiada historię prostytutki Vivian Ward (Julia Roberts), która zostaje zatrudniona przez majętnego biznesmena Edwarda Lewisa (Richard Gere) jako reprezentacyjna dama do towarzystwa.

## Fabuła
Bogaty przedsiębiorca Edward Lewis z Nowego Jorku przebywa w Los Angeles w sprawach służbowych. Chodzi o zakup stoczni Jamesa Morse’a. Opuszcza przyjęcie u swego prawnika Stuckeya, ale gubi się na ulicach Hollywood i nie wie, jak trafić do hotelu. Pomaga mu Vivien, początkująca prostytutka z Alei Gwiazd, z którą następnie spędza noc. Rano Stuckey powiadamia Edwarda, że umówił go z Morse'em na kolację. Edwardowi przydałaby się więc dama do towarzystwa. Proponuje Vivian tę rolę na tydzień, a ona przyjmuje ją za 3000 dolarów. Edward daje jej także pieniądze na stosowne ubranie, jednak w eleganckich sklepach traktują Vivien jako intruza i dopiero dzięki pomocy dyrektora hotelu udaje jej się właściwie ubrać. W nowym wydaniu robi wrażenie na Edwardzie. Idą na spotkanie z Morse'em i jego wnukiem, Davidem. Morse odrzuca propozycję sprzedaży, gdy okazuje się, że chodzi o likwidację firmy, której jest twórcą. Wychodzi oburzony metodami Edwarda, który blokuje (za pomocą znajomego kongresmena) wielkie zamówienie rządowe dla stoczni.
W hotelu Edward i Vivian rozmawiają coraz szczerzej. Edward zaczyna mieć wątpliwości co do sensu swoich interesów. Wieczorem schodzi do hotelowej restauracji pograć na fortepianie. Tam znajduje go Vivian, która oddaje się mu na fortepianie. Następnego dnia Edward zabiera Vivian na kolejne zakupy. Elegancko ubraną, zabiera na mecz polo, gdzie ją przedstawia jako swoją dziewczynę. Sam spotyka się ze znajomym kongresmenem. Jednym z graczy w polo jest wnuk Morse’a, z którym Vivian rozmawia. Widząc ich razem, Stuckey zaczyna podejrzewać, że Vivian jest szpiegiem Morse’a. Gdy przekazuje swoje podejrzenia Edwardowi, ten zdradza, że Vivian jest prostytutką. Upokorzona Vivian nie chce dalej pracować dla Edwarda. Ten rzuca jej pogardliwie pieniądze na łóżko. Vivian nie zabiera ich i wychodzi. Dopiero teraz Edward uświadamia sobie, że Vivian ma swoją dumę. Wychodzi za nią i przeprasza. Zdaje sobie sprawę, że zaczyna być zazdrosny.
Następnego dnia Edward zabiera Vivian prywatnym samolotem do opery. Kolejny dzień spędzają na spacerach i odpoczynku – Edward zaczyna uczyć się radości bycia razem. Vivian wyznaje miłość Edwardowi. W przedostatni dzień Edward informuje Vivian, że wraca do Nowego Jorku i oferuje dalsze opłacanie zakupów, a także mieszkanie i samochód. Vivian jednak nie chce być jego utrzymanką. Spotyka się z Kit, której przyznaje się do swoich uczuć i planów.
Tymczasem Morse uznaje się za pokonanego zagrywkami Edwarda i prosi o spotkanie, ponieważ jedynie chce zabezpieczenia losu pracowników swojej stoczni. Wtedy Edward oświadcza, że zmienił zdanie i chce pomóc mu w utrzymaniu stoczni. Ta decyzja rozwściecza Stuckeya, który liczył na duży zarobek. Idzie do hotelu porozmawiać z Edwardem, jednak w pokoju zastaje jedynie Vivian, którą chce zgwałcić. Wraca jednak Edward i wyrzuca go z apartamentu. Niedługo odchodzi też Vivian, którą dyrektor hotelu poleca odwieźć hotelową limuzyną. W rozmowie z Kit informuje, że przeprowadza się do San Francisco, gdzie zamierza skończyć szkołę.
Przed wylotem na lotnisko Edward podjeżdża pod mieszkanie wynajmowane przez Vivian. Pokonując swój lęk wysokości, wspina się po drabinie przeciwpożarowej do ukochanej, której wyznaje miłość.

## Obsada
- Richard Gere jako Edward Lewis (zapracowany milioner kupujący firmy mające problemy i sprzedający je w częściach z dużym zyskiem)
- Julia Roberts jako Vivian Ward (prostytutka świadcząca usługi przy Alei Gwiazd w Hollywood)
- Ralph Bellamy jako James Morse (twórca jednej z firm mającej problemy finansowe)
- Jason Alexander jako Phillip Stuckey (prawnik, pomocnik Edwarda Lewisa)
- Héctor Elizondo jako Barney Thompson (dyrektor hotelu, w którym zatrzymał się Edward Lewis)
- Laura San Giacomo jako Kit De Luca (przyjaciółka i współlokatorka Vivian, również prostytutka)
- Alex Hyde-White jako David Morse (wnuk Jamesa Morse’a)
- Patrick Richwood jako Dennis (windziarz hotelowy)
- Amy Yasbeck jako Elizabeth Stuckey (żona Stuckeya)
- Dey Young jako nieprzyjemna ekspedientka w sklepie z odzieżą
- Larry Miller jako pan Hollister (właściciel sklepu, w którym Vivian robi zakupy na koszt Edwarda)
- Elinor Donahue jako Bridget (znajoma Barneya Thompsona pracująca w sklepie z wytworną odzieżą)
- John David Carson jako Mark Roth (biznesmen w biurze Edwarda Lewisa)
- Judith Baldwin jako Susan (jedna z byłych dziewczyn Edwarda Lewisa)

## Ścieżka dźwiękowa
- Natalie Cole – „Wild Women Do”
- David Bowie – „Fame”
- Go West – „King of Wishful Thinking”
- Jane Wiedlin – „Tangled”
- Roxette – „It Must Have Been Love”
- Robert Palmer – „Life in Detail”
- Peter Cetera – „No Explanation”
- Christopher Otcasek – „Real Wild Child (Wild One)”
- Lauren Wood – „Fallen”
- Roy Orbison – „Oh, Pretty Woman”
- Red Hot Chili Peppers – „Show Me Your Soul”

## Produkcja
Okres zdjęciowy trwał od 24 lipca do 18 października 1989. Zdjęcia do filmu kręcono w Los Angeles, Beverly Hills, San Francisco i Burbank w stanie Kalifornia.

## Odbiór
Film spotkał się z pozytywną reakcją krytyków. W serwisie Rotten Tomatoes, 61% z 57 recenzji filmu jest pozytywne (średnia ocen wyniosła 5,7 na 10). Na portalu Metacritic średnia ocen z 18 recenzji wyniosła 51 pkt. na 100.

## Nagrody i nominacje
| Rok  | Miejsce                                                      | Nagroda               | Kategoria                                | Odbiorcy i nominowani                          | Wynik     |
| ---- | ------------------------------------------------------------ | --------------------- | ---------------------------------------- | ---------------------------------------------- | --------- |
| 1991 | 44. ceremonia wręczenia nagród Brytyjskiej Akademii Filmowej | BAFTA                 | Najlepszy film                           | Arnon Milchan, Garry Marshall i Steven Reuther | Nominacja |
| 1991 | 44. ceremonia wręczenia nagród Brytyjskiej Akademii Filmowej | BAFTA                 | Najlepsza aktorka pierwszoplanowa        | Julia Roberts                                  | Nominacja |
| 1991 | 44. ceremonia wręczenia nagród Brytyjskiej Akademii Filmowej | BAFTA                 | Najlepszy scenariusz oryginalny          | J.F. Lawton                                    | Nominacja |
| 1991 | 44. ceremonia wręczenia nagród Brytyjskiej Akademii Filmowej | BAFTA                 | Najlepsze kostiumy                       | Marilyn Vance                                  | Nominacja |
| 1991 | 33. ceremonia wręczenia Cezarów                              | Cezar                 | Najlepszy film zagraniczny               | Garry Marshall                                 | Nominacja |
| 1991 | Nickelodeon Kids’ Choice Awards 1991                         | Sterowiec             | Ulubiona aktorka filmowa                 | Julia Roberts                                  | Wygrana   |
| 1991 | 63. ceremonia wręczenia Oscarów                              | Oscar                 | Najlepsza aktorka pierwszoplanowa        | Julia Roberts                                  | Nominacja |
| 1991 | People’s Choice Award 1991                                   | Kryształowa Statuetka | Ulubiona komedia                         | Pretty Woman                                   | Wygrana   |
| 1991 | 48. ceremonia wręczenia Złotych Globów                       | Złoty Glob            | Najlepsza aktorka w komedii lub musicalu | Julia Roberts                                  | Wygrana   |
| 1991 | 48. ceremonia wręczenia Złotych Globów                       | Złoty Glob            | Najlepsza komedia lub musical            | Pretty Woman                                   | Nominacja |
| 1991 | 48. ceremonia wręczenia Złotych Globów                       | Złoty Glob            | Najlepszy aktor w komedii lub musicalu   | Richard Gere                                   | Nominacja |
| 1991 | 48. ceremonia wręczenia Złotych Globów                       | Złoty Glob            | Najlepszy aktor drugoplanowy             | Héctor Elizondo                                | Nominacja |